# 本土寺 (石川県中能登町)

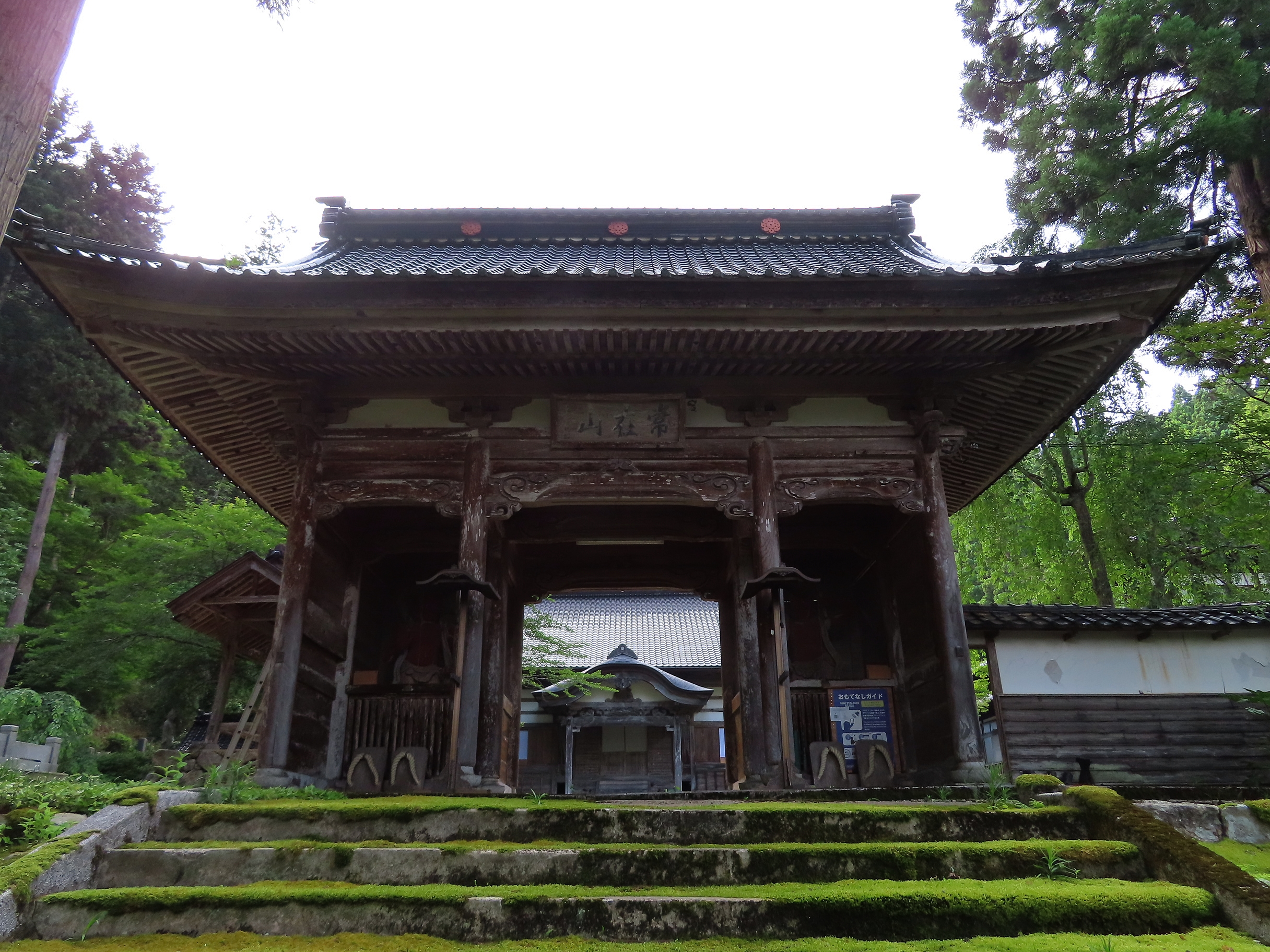
山門

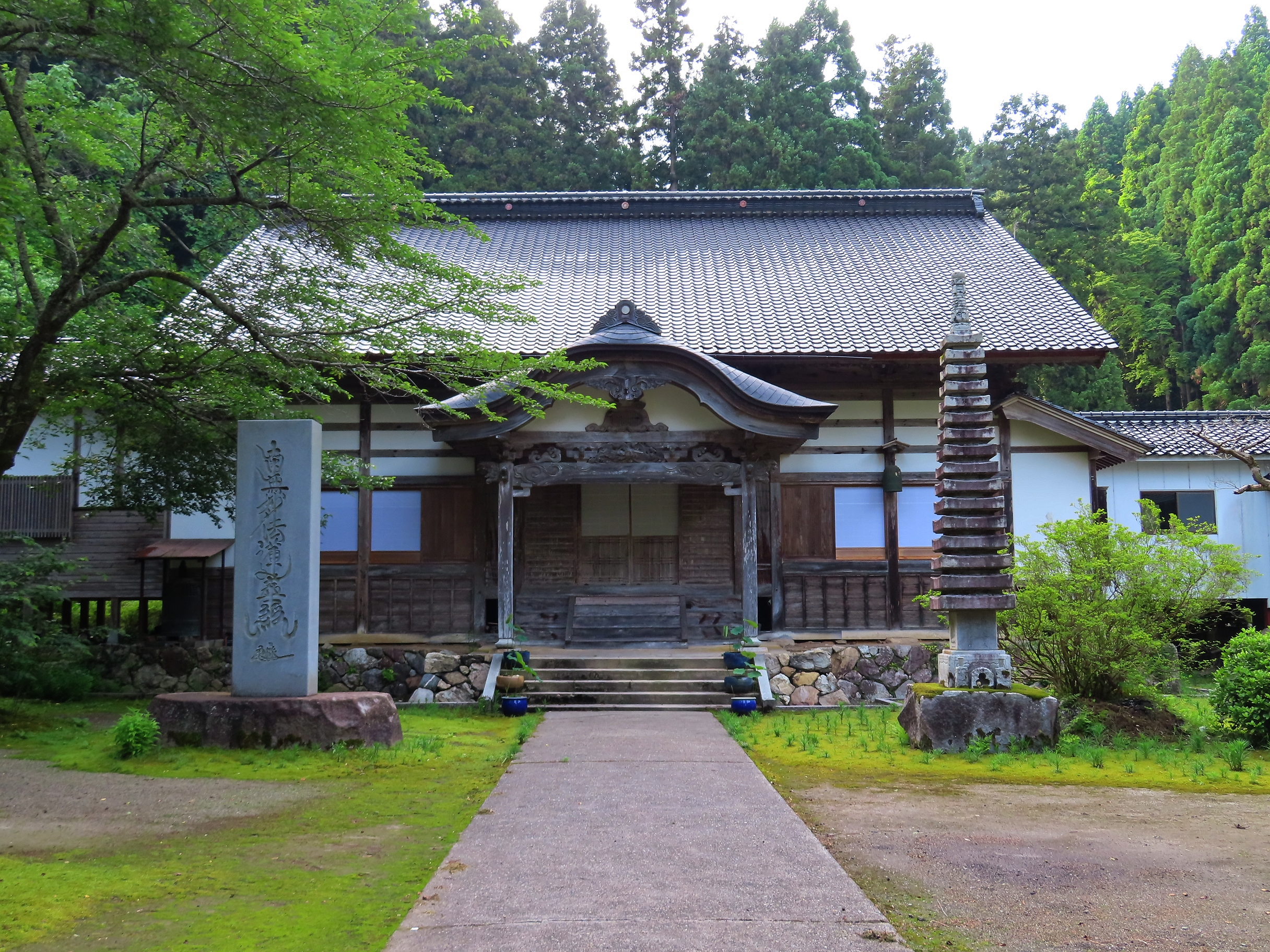
本堂

本土寺（ほんどじ）は、石川県鹿島郡中能登町西馬場ユにある日蓮宗の寺院。山号は常在山。旧本山は滝谷妙成寺、通師・雑司ヶ谷法縁。日蓮宗宗門史跡。重要文化財の観音経絵を所蔵する。

## 歴史
- 永仁2年（1294年）日像（朗門の九鳳の一人）が立正大師日蓮の遺命で京都に布教に向かう途中、能登の石動山に登り教化したが石動山衆に襲撃された。このとき日像を助けて殉教した農夫の兄弟の菩提を弔うため、正安2年（1300年）日像により開創された。

## 境内
- 本堂
- 山門

## 文化財

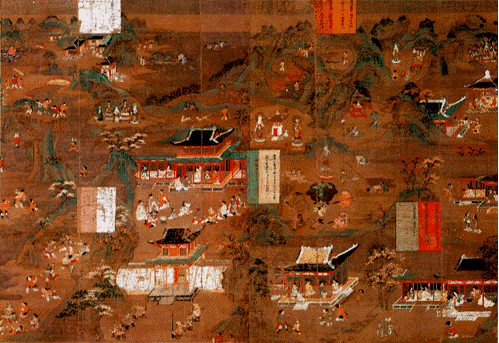
観音経絵

### 重要文化財
- 絹本著色観音経絵 2幅[1]

### その他
- 中能登町指定文化財を多数所蔵する。

## 参考資料
- 日蓮宗寺院大鑑編集委員会『宗祖第七百遠忌記念出版 日蓮宗寺院大鑑』大本山池上本門寺 (1981年)
- 『能登鳥屋町の昔話伝説集』鳥屋町教育委員会（1995年）

座標: 北緯36度58分30.5秒 東経136度52分47.8秒 / 北緯36.975139度 東経136.879944度